# Semiothisa vau
Semiothisa vau là một loài bướm đêm trong họ Geometridae.